# Emmanuel Osei
Emmanuel Osei (Accra, 23 agosto 1982) è un ex calciatore ghanese, di ruolo difensore.

## Carriera

### Club
Nato ad Accra, Osei ha iniziato la sua carriera nel 2001 con l'Echomog e nel 2002 si è trasferito al Suhum Maxbees. Nel 2003, dopo il trasferimento all'Accra Hearts of Oak, prima di trasferirsi in Turchia per giocare con l'Akçaabat Sebatspor (allora nella massima serie), anche nello stesso anno.
Nella stagione 2004-2005, milita in Serie A nel Livorno, giocando poche partite tra cui due apparizioni in due sconfitte del Livorno, contro il Parma (Parma-Livorno 6-4 del primo maggio) e contro il Siena, l'otto maggio in Livorno-Siena 3-6; tuttavia a fine stagione la squadra raggiunge un buon ottavo posto.
Nella stagione seguente, Osei è stato ceduto in prestito al Politehnica Timișoara con diritto di riscatto. Nel 2006 ha avuto il cartellino gratuito dal Livorno e, dopo un breve periodo in Germania con i dilettanti del ASV Cham, è ritornato in patria per giocare in prima divisione con il Wa All Stars e il Liberty Professionals.
Il 31 marzo 2009 va a giocare nella Major League Soccer per il New England Revolution.

### Nazionale
Dopo essere convocato nella selezione ghanese per le Olimpiadi del 2004, nel 2005 fa parte della nazionale maggiore in cui fa soltanto una presenza.

## Statistiche

### Cronologia presenze e reti in Nazionale
| Cronologia completa delle presenze e delle reti in nazionale ― Grecia | Cronologia completa delle presenze e delle reti in nazionale ― Grecia | Cronologia completa delle presenze e delle reti in nazionale ― Grecia | Cronologia completa delle presenze e delle reti in nazionale ― Grecia | Cronologia completa delle presenze e delle reti in nazionale ― Grecia | Cronologia completa delle presenze e delle reti in nazionale ― Grecia | Cronologia completa delle presenze e delle reti in nazionale ― Grecia | Cronologia completa delle presenze e delle reti in nazionale ― Grecia |
| Data                                                                  | Città                                                                 | In casa                                                               | Risultato                                                             | Ospiti                                                                | Competizione                                                          | Reti                                                                  | Note                                                                  |
| --------------------------------------------------------------------- | --------------------------------------------------------------------- | --------------------------------------------------------------------- | --------------------------------------------------------------------- | --------------------------------------------------------------------- | --------------------------------------------------------------------- | --------------------------------------------------------------------- | --------------------------------------------------------------------- |
| 18-6-2005                                                             | Johannesburg                                                          | Sudafrica                                                             | 0 – 2                                                                 | Ghana                                                                 | Qual. Mondiali 2006                                                   | -                                                                     | 90’                                                                   |
| Totale                                                                |                                                                       | Presenze                                                              | 1                                                                     |                                                                       | Reti                                                                  | 0                                                                     |                                                                       |